# Aeropuerto Civil de Amán
El Aeropuerto Civil de Amán  (en árabe: مطار عمان المدني) (IATA: ADJ, ICAO: OJAM) se localiza en Marka, que se encuentra en las proximidades del centro de Amán, a 3 km del centro de la ciudad. 
Sirve como un aeropuerto civil principal para los pasajeros de vuelos fletados y vuelos privados VIP y además para formación en aviación. 
Fue el principal aeropuerto de Jordania hasta que en 1983 fue puesto en servicio el Aeropuerto Internacional de la Reina Alia.
El aeropuerto fue construido en 1950 por los británicos como aeropuerto de utilización conjunta civil y militar. En 2009 la Compañía Aeroportuaria de Jordania asumió oficialmente la responsabilidad administrativa y operativa para el aeropuerto.